# 李錫 (弘治進士)
李錫（1470年—？），字天爵，順天府東安縣人，軍籍，明朝政治人物。

## 生平
弘治十四年（1501年）辛酉科順天鄉試第二名舉人，十五年（1502年）聯捷壬戌科會試第二百八十六名，三甲第一百五十七名進士。累官監察御史。

## 家族
曾祖李義；祖父李文振；父李實，母曹氏。慈侍下。弟李锦、李鈺。